# 4-(1H-咪唑-5-基甲基)哌啶
4-(1H-咪唑-5-基甲基)哌啶（英語：4-(1H-imidazol-5-ylmethyl)piperidine，或Immepip），分子式C9H15N3，是一种組胺H3受體激动剂。